# Manuel Montt (métro de Santiago)
Pour l’article homonyme, voir Manuel Montt.
Manuel Montt est une station de la Ligne 1 du métro de Santiago, dans le commune de Providencia.

## Histoire
La station est ouverte depuis 1980. Son nom vient de l'Avenida Manuel Montt, qui est situé près de la gare et à commémorer le président Manuel Montt, qui a gouverné le Chili entre 1851 et 1861. Avec Antonio Varas, il a formé l'un des tandems politiques les plus importants dans l'histoire du Chili. Selon le projet initial de 1968, cette station avait reçu le nom de "Tajamar" rappelant les quais de la rivière Mapocho, construite à l'époque coloniale pour rediriger ses eaux.